# Guillaume de Lestrange
Pour les articles homonymes, voir Lestrange (homonymie).
Guillaume de Lestrange  est un prélat français, évêque de Carpentras puis archevêque de Rouen.

## Famille
Guillaume est le fils de Falcon de Lestrange, seigneur de Lestrange dans le Limousin. Il a un neveu Élias († 1418), évêque de Saintes (1381-1396) puis évêque du Puy (1397-1418).

## Biographie

### Avant son élévation
Né et baptisé à Lapleau, il fait des études de droit civil jusqu'à l'obtention de sa licence avant 1362, sans doute à Toulouse. Il détient une prébende de la collégiale de Burlats avant de l'échanger pour une prébende et la dignité d'operarius à Saint-Lizier. Il est à cette époque chanoine de Châlons, curé de Sainte-Foy de Castres et prieur de Rieux-en-Val. En 1365, il reçoit la prébende et le décanat de la cathédrale de Saintes.

### Le diplomate
Devenu chapelain du pape après son accession par Grégoire XI, il est nommé par une bulle du 4 juillet 1371 évêque de Carpentras, à la place d'un de ses frères, Jean Roger, transféré à l'archevêché d'Auch. En mai 1372, il autorise les juifs de la ville la construction d'une synagogue.
Il reçoit mission en janvier 1372 avec Guillaume Roger et Adhémar d'Aigrefeuille d'obtenir la paix entre la France et l'Angleterre. En septembre 1373, il est chargé avec Pietro Pileo di Prata, archevêque de Ravenne, d'intervenir pour la paix auprès de Jean de Dormans.
Chanoine d'Aurillac, il devient vers 1378 conseiller d'état puis nonce du pape Grégoire XI près du roi Charles V. 

### L'archevêque de Rouen
Évêque de Carpentras jusqu'au 22 décembre 1375, il est nommé à l'archevêché de Rouen et succède à Pierre de La Jugie promu cardinal. Il se consacre à partir du milieu 1382 davantage à ses fonctions archiépiscopales. Il poursuit la construction de la forteresse de Louviers commencée par Philippe d’Alençon et restaure le manoir archiépiscopal de Rouen. Il fonde la chartreuse Notre-Dame de la Rose, au faubourg Saint-Hilaire de Rouen, entre le Robec et l'Aubette. La charte de fondation datée par Déville est du 5 octobre 1384. Les travaux commencent en 1386 et s'achèvent avec la dédicace de l'église le 18 mars 1390, une année après sa mort. C'est au cours de son archiépiscopat qu'est accueilli le cœur de Charles V le Sage, qui se trouve déposé dans un riche tombeau de marbre dans le chœur de la cathédrale.
Le 17 octobre 1386, il baptise Charles, dauphin de Viennois, fils du roi Charles VI de France et d'Isabeau de Bavière.
Malade, il meurt le 2 mars 1389 dans sa résidence d'été à Gaillon,. Selon les documents, il est inhumé soit dans la cathédrale de Rouen, soit dans la chartreuse qu'il a fondée, dans la sépulture préparée par Jean de Thoiry, imagier de Paris,, où se trouvait une épitaphe à son nom. Son épitaphe semble toutefois indiquer qu'il reposait dans la chartreuse, du côté gauche de l'autel.

## Héraldique
Ses armes sont : de gueules, à deux lions adossés d'or, accompagnés en chef d'un léopard.